# Clavocerithium
Clavocerithium là một chi ốc biển, là động vật thân mềm chân bụng sống ở biển trong họ Cerithiidae.

## Các loài
Các loài trong chi Clavocerithium bao gồm:
- Clavocerithium taeniatum (Quoy & Gaimard, 1834)[2]